# Aero the Acro-Bat
Aero the Acro-Bat — видеоигра в жанре платформер.

## Сюжет
Злой клоун Эдгар Эктор и его приспешники захватили цирк, в котором выступал знаменитый акробат — летучая мышь Аэро. Эктор хочет уничтожить цирк, в котором он раньше работал, но Аэро вступает в борьбу со злодеем. Ему противостоит не только клоун, но и его подручный — белка-летяга Зеро.

## Геймплей
Игра представляет собой платформер и состоит из нескольких больших уровней, разделённых на более мелкие подуровни.
Уровни в игре построены с применением двухмерной графики и используют горизонтальный скроллинг. На них расположены враги и полезные предметы; в некоторых местах находятся потайные комнаты и «точки сохранения». Основная задача на уровнях — выполнить какое-либо задание (в частности, отыскать и собрать определённое количество вещей или спасти другого персонажа). На каждый уровнь выдаётся ограниченный запас времени. В игре также присутствуют логические элементы — к примеру, нужно перемещать цирковую пушку, чтобы совершить более точный прыжок.
По геймплею игра имеет сходства с серией Sonic the Hedgehog. Персонаж перемещается по уровню, борется с врагами и собирает различные предметы. Выполнив задание, он переходит к следующему уровню.
Герой игры — летучая мышь Аэро. Он обладает способностью к полёту (в течение некоторого времени) и планированию. До недоступных персонажу платформ можно добраться, используя батут или пушки.
Враги в игре довольно разнообразны и многочисленны; это приспешники Эктора (например, клоуны) и различные монстры. Как правило, они не обладают большим запасом здоровья. Герой может уничтожать противников посредством прыжка сверху. Чтобы уничтожить самого героя, противникам достаточно двух-трёх соприкосновений с ним.
Полезные предметы пополняют запас очков и увеличивают «здоровье» персонажа.
Число собранных вещей, необходимых для завершения уровня, отображает специальный индикатор вверху экрана; рядом с ним находятся счётчик очков и количества жизней героя. Внизу расположены индикатор его здоровья, а также счётчик времени.

## Оценки
| Сводный рейтинг | Сводный рейтинг |
| Агрегатор       | Оценка          |
| --------------- | --------------- |
| GameRankings    | 67,08 %         |